# Capitoli di Black Clover

Copertina del primo volume italiano, raffigurante i protagonisti Asta e Yuno

Questa è la lista dei capitoli di Black Clover, manga scritto e disegnato da Yūki Tabata. L'opera racconta di Asta, ragazzino nato senza magia, e Yuno, giovane dalle spiccate abilita magiche, che rincorrono il sogno di diventare Imperatore Magico. Il manga ha incominciato la pubblicazione il 16 febbraio 2015 su Weekly Shōnen Jump ed è periodicamente raccolto in volumi tankōbon. L'edizione italiana è pubblicata da Planet Manga da novembre 2016.

## Volumi 1-10
| Nº | Titolo italiano Giapponese 「Kanji」 - Rōmaji | Data di prima pubblicazione            | Data di prima pubblicazione |
| Nº | Titolo italiano Giapponese 「Kanji」 - Rōmaji | Giapponese                             | Italiano                    |
| 1  | Il giuramento del ragazzo 「少年の誓い」 - Shōnen no chikai | 4 giugno 2015 ISBN 978-4-08-880416-3   | 10 novembre 2016            |
| 1  | Capitoli - 1. Il giuramento del ragazzo (少年の誓い?, Shōnen no chikai) - 2. L'esame d'ammissione all'Armata dei Cavalieri Magici (魔法騎士団入団試験?, Mahō Kishi-dan Nyūdan Shiken Michi) - 3. La via per l'Imperatore Magico (魔法帝への道?, Mahōtei e no Michi) - 4. Il Toro Nero (暴の牛?, Kuro no Bōgyū) - 5. L'altro nuovo membro (もう一人の新入団者?, Mōhitori no shin nyūdan-sha) - 6. Go! Go! Prima missione! (ゴーゴー初任務?, Gō Gō Hatsu ninmu) - 7. Bestie (獣?, Kemono) |                                        |                             |
| 1  | Trama Asta e Yuno sono due adolescenti di un villaggio rurale nel Regno di Clover. Nonostante Asta sia privo di potere magico, entrambi desiderano diventare il prossimo Imperatore Magico, il mago più potente del regno. Yuno acquisisce un raro grimorio col quadrifoglio, ma durante uno scontro con un ex cavaliere magico che tenta di rubarlo, Asta convoca un grimorio nero danneggiato con un trifoglio a cinque foglie che gli conferisce una spada in grado di annullare la magia, con la quale sconfigge il ladro. Sei mesi dopo, Asta e Yuno viaggiano nella capitale per partecipare all'esame di selezione dei cavalieri magici. Mentre Yuno viene inserito nella prestigiosa squadra dell’Alba Dorata, Asta guadagna il rispetto di Yami Sukehiro e diventa un membro del Toro Nero - la peggior squadra di cavalieri magici del regno. Asta incontra anche Noelle Silva, una ragazza di nobili origini e nuova arrivata nella squadra. Accompagnati da Magna Swing, Asta e Noelle si recano a Saussy nella loro prima missione, solo per scoprire che un mago criminale di nome Heath Grice sta attaccando il villaggio nel tentativo di acquisire una pietra magica. |                                        |                             |
| 2  | Il protettore 「護る者」 - Mamoru mono | 4 agosto 2015 ISBN 978-4-08-880452-1   | 9 dicembre 2016             |
| 2  | Capitoli - 8. Il protettore (護る者?, Mamoru mono) - 9. Il giuramento del ragazzo 2 (少年の誓い 2?, Shōnen no chikai 2) - 10. Un giorno in città (とある日の城下町での出来事?, Toaru Hi no jōkamachi de no dekigoto) - 11. Dungeon (魔宮?, Danjon) - 12. Di nuovo insieme (再会?, Saikai) - 13. I maghi di Diamond (ダイヤモンドの魔道士?, Daiyamondo no madōshi) - 14. Compagni (仲間?, Nakama) - 15. In tre (三人?, Sannin) - 16. Scontro mortale (死闘?, Shitō) |                                        |                             |
| 2  | Trama Sebbene Asta e i suoi amici salvino Saussy, acquisendo una pietra magica trovata dall'anti-uccello che accompagna Asta, non riescono a impedire a Heath Grice di usare un incantesimo per uccidere se stesso e i suoi uomini, così da nascondere la natura della loro missione. Dopo essere tornati alla base, Asta e Noelle ricevono il proprio compenso per aver compiuto la prima missione e Vanessa, maga del Toro Nero, li porta nella vicina città di Kikka per fare acquisti. Li Asta viene notato dall'imperatore magico in incognito, che inizia ad interessarsi alle sue capacità. Poco tempo dopo, Asta, Noelle e il loro compagno Luck vengono incaricati dall'imperatore di recarsi ad esplorare un dungeon posto al confine del regno di Diamond. Entrati nella struttura, Luck si separa dagli altri in cerca di avversari, mentre Asta rincontra Yuno insieme a due suoi compagni, Klaus Lunette e Mimosa Vermillion, in quanto anche loro sono stati incaricati di esplorare il dungeon. Intanto, Luck ingaggia una lotta contro un mago del regno di Diamond chiamato Lotus e in suo aiuto giungono Asta e Noelle, mentre il gruppo di Yuno viene attaccato da un altro mago nemico, Mars. Dopo aver messo in fuga l'avversario, i membri del Toro Nero si recano in soccorso di Yuno. |                                        |                             |
| 3  | Raduno alla capitale 「王都集結」 - Ōto shūketsu | 3 ottobre 2015 ISBN 978-4-08-880489-7  | 2 febbraio 2017             |
| 3  | Capitoli - 17. Il distruttore (破壊者?, Hakaisha) - 18. Nella sala del tesoro (宝物殿その奥?, Hōmotsuden sono oku) - 19. Tu nei miei ricordi (追憶の君?, Tsuioku no kimi) - 20. Un istante (刹那?, Setsuna) - 21. Crollo e salvataggio (崩壊と救済?, Hōkai to kyūsai) - 22. Raduno alla capitale (王都集結?, Ōto shūketsu) - 23. La cerimonia di decorazione (戦功叙勲式?, Senkō jokun-shiki) - 24. Disordini nella capitale (王都騒乱?, Ōto sōran) - 25. La marcia dei morti (屍の行軍?, Shi no kōgun) |                                        |                             |
| 3  | Trama Asta termina il primo scontro con Mars, mettendolo, apparentemente, al tappeto. Le due squadre del Regno di Clover possono entrare così nella sala del trono, ma proprio in quel momento Mars si risveglia e li attacca di nuovo. I membri del Toro Nero e dell'Alba Dorata sembrano per avere la peggio, ma all'ultimo grazie alla nuova spada di Asta che permette di copiare letteralmente gli incantesimi, e al nuovo incantesimo di Yuno, basato sull'evocazione dello Spirito del Vento, le due squadre riescono a vincere, per poi uscire dalla struttura che crolla su se stessa, seguiti dai maghi di Diamond. Dopo essersi riprese, le due squadre vengono invitate nella capitale, e qui l'imperatore magico Julius Novachrono permette loro di assistere ad una cerimonia in cui alcuni Cavalieri Magici ricevono una promozione; durante il banchetto la capitale viene attaccata da un'orda di zombie, comandata da Rades, un ex Cavaliere Magico a servizio di un gruppo terroristico. |                                        |                             |
| 4  | Il Leone vermiglio 「紅蓮の獅子王」 - Guren no Shishiō | 4 dicembre 2015 ISBN 978-4-08-880567-2 | 30 marzo 2017               |
| 4  | Capitoli - 26. Danza magica selvaggia (魔法乱舞?, Mahō ranbu) - 27. Diventare forti (強くなれる?, Tsuyoku nareru) - 28. Blackout (ブラックアウト?, Burakkuauto) - 29. Odio perdere (負けず嫌い?, Makezugirai) - 30. Un nuovo rivale (新たなるライバル?, Aratanaru raibaru) - 31. Il Leone Vermiglio (紅蓮の獅子王?, Guren no Shishiō) - 32. Colui che attende nell'oscurità (闇の奥で待つ者?, Yami no oku de matsu mono) - 33. Avversità (逆境?, Gyakkyō) - 34. Belve ferite (手負いの獣?, Teoi no kemono) |                                        |                             |
| 4  | Trama Durante l'assalto alla capitale Asta si ritrova a combattere contro Rades e il suo esercito di zombie, nel frattempo la maggior parte dei Cavalieri Magici viene portata a chilometri dalla capitale con una magia spaziale, mentre Yuno combatte contro la strega Catherine e dopo un estenuante sfida in cui riesce a controllare il potere di Sylph, la sconfigge anche grazie all'aiuto di Charmy Papittoson. Asta intanto fronteggia gli zombie più potenti di Rades ed in suo aiuto giunge il comandante del Leone Vermiglio, Fuegoleon Vermilion, che sconfigge facilmente il necromante. Quando cerca di catturarlo però viene risucchiato da una magia spaziale, poiché secondo quanto detto dal nemico era lui il vero obiettivo. Poco dopo ricompare in fin di vita e senza più un braccio. Furenti, Leopold, fratello minore di Fuegoloen e Asta attaccano nuovamente Rades, ma a questo punto intervengono alcuni membri di quello che si definisce come Occhio Magico della Notte Bianca, che rendono vani gli attacchi dei cavalieri, tornati rapidamente sul campo di battaglia, e rapiscono Asta. |                                        |                             |
| 5  | Luce 「光」 - Hikari | 4 marzo 2016 ISBN 978-4-08-880630-3    | 8 giugno 2017               |
| 5  | Capitoli - 35. Il più forte (最強の男?, Saikyō no otoko) - 36. Luce (光?, Hikari) - 37. Quando ci rivedremo (次合う時は?, Tsugi au toki wa) - 38. La donna che mi ha conquistato il cuore (心に決めた人?, Kokoro ni kimeta hito) - 39. Il mago degli specchi (鏡の魔道士?, Kagami no madōshi) - 40. Tracce nella neve (雪上の追跡?, Setsujō no tsuigeki) - 41. Bagliori (一閃?, Issen) - 42. Germogli di trifoglio (三つ葉の芽?, Mitsuba no me) - 43. Esplosione di malvagità (凶気暴乱?, Kyōki bōran) - 44. Fratello e sorella (兄妹?, Kyōdai) |                                        |                             |
| 5  | Trama Arrivati al loro covo, i nemici si ritrovano davanti l'Imperatore Magico in persona, il quale li intrappola facilmente e scopre così che vogliono servirsi di una stele magica per scopi imprecisati. Poco dopo interviene il capo dell'organizzazione, che fa fuggire la maggior parte dei sottoposti. Rientrati nella capitale, Asta e l'imperatore scoprono che Fuegoleon è sotto cura e che i nemici hanno sottratto la pietra magica al capo del Leone Vermiglio. In seguito Asta, assieme a Luck, accetta di partecipare ad un'uscita a sei proposta da Finral con tre ragazze; l'unico a fare colpo è Asta che poco tempo dopo si ritrova a casa di una ragazza chiamata Rebecca a giocare con i suoi fratellini e con alcuni bambini di un vicino orfanotrofio. Proprio in quel frangente un membro del Toro Nero, Gauche, si dirige in quell'orfanotrofio per trovare la sua sorellina Marie, l'unica persona per cui prova dei sentimenti. Nonostante alcuni iniziali battibecchi dovuti alla gelosia di quest'ultimo, alla fine Asta si ritrova a combattere insieme a lui quando, quella stessa sera, alcuni bambini del villaggio vengono rapiti da due criminali chiamati Neige e Baro, intenzionati ad assorbire l'energia magica dei bambini. Assieme a sorella Teresa, gestore dell'orfanotrofio, i due membri del Toro Nero si dirigono in una grotta in cui combattono e sconfiggono i due rapitori; in quel momento sopraggiunge Sally, membro dell'Occhio Magico, che inietta in Baro un siero che lo trasforma in un gigantesco e potente mostro di fango, mentre Gauche fugge con la sorella. |                                        |                             |
| 6  | Colui che fende la morte 「死を斬る男」 - Shi o kiru otoko | 2 maggio 2016 ISBN 978-4-08-880672-3   | 10 agosto 2017              |
| 6  | Capitoli - 45. Un giorno sarà utile a qualcuno (いつか誰かの為になる?, Itsuka dareka no tame ni naru) - 46. Colui che fende la morte (死を斬る男?, Shi o kiru otoko) - 47. Magia di luce VS Magia di tenebre (光魔法バーサス闇魔法?, Hikari mahō Bāsasu Yami mahō) - 48. Ki (氣?, Ki) - 49. Crimine per crimine (罪には罪を?, Tsumi ni wa tsumi o) - 50. La luce del giudizio (裁きの光?, Sabaki no hikari) - 51. I tre occhi (三つの眼?, Mitsu no me) - 52. Il ragazzo senza magia (魔力無き者?, Maryoku naki mono) - 53. Non sono tuoi (オマエのモノじゃない?, Omae no mono janai) |                                        |                             |
| 6  | Trama Convinto dalla sorella, Gauche torna indietro e aiuta Asta a sconfiggere Baro e Sally. Subito dopo fa la sua apparizione Licht, capo dell'Occhio magico, che ferisce Gauche e sorella Teresa, e che sembra interessato al grimorio di Asta. In loro soccorso interviene però Yami, il quale insieme ad Asta comincia un estenuante combattimento con Licht, durante il quale Asta apprende da Yami come leggere il ki. Quando il capo dell'Occhio Magico decide di usare il suo più potente attacco di luce, Gauche sfrutta uno dei suoi specchi per rifletterlo contro di lui. Tuttavia mentre Yami sta per intrappolare il nemico intervengono i più forti membri dell'organizzazione, il Third Eye, mentre dalla parte dei Cavalieri Magici giungono tre dei capitani, Nozel Silva, Charlotte Roselay e Jack The Ripper. Nel frattempo Asta e Yami riprendono lo scontro con Licht, riuscendo a stenderlo e fargli perdere la ragione, tanto che i Third Eye sono costretti a sigillarne il potere e ritirarsi. Asta sviene e si ritrova nelle stanze dell'Imperatore Magico dove gli è richiesto di rimuovere il sigillo alle menti dei due prigionieri catturati nella battaglia alla capitale. |                                        |                             |
| 7  | La riunione dei comandanti dei cavalieri magici 「魔法騎士団団長会議」 - Mahō kishi-dan danchō kaigi | 4 agosto 2016 ISBN 978-4-08-880751-5   | 12 ottobre 2017             |
| 7  | Capitoli - 54. La riunione dei comandanti dei cavalieri magici (魔法騎士団団長会議?, Mahō kishi-dan danchō kaigi) - 55. Il comandante e il ragazzo plebeo (団長と下民の少年?, Danchō to kamin no shōnen) - 56. Il saluto del trifoglio (三つ葉の敬礼?, Mitsuba no keirei) - 57. Un racconto dalla spiaggia nera (黒の海岸物語?, Kuro no kaigan monogatari) - 58. I progressi della ragazza dell'acqua (水の娘成長物語?, Mizu no ko seichō monogatari) - 59. Il tempio sottomarino (海底神殿?, Kaitei shinden) - 60. Il gioco del gran sacerdote (大司祭の戯れ?, Dai shisai no tawamure) - 61. La battle royale del tempio (神殿バトルロワイヤル?, Shinden batoru rowaiyaru) - 62. La supremazia dei più forti (強者君臨?, Kyōsha kunrin) |                                        |                             |
| 7  | Trama L'Imperatore Magico chiede ad Asta di sciogliere l'incantesimo sigilla-informazioni sotto cui erano posti i due prigionieri. Intervengono tutti i comandanti dei Cavalieri Magici e si scopre che Gueldre Poizot, comandante dell'Orca Viola, stava vendendo informazioni all'Occhio Magico; questi tenta di scappare, ma viene catturato grazie ad Asta e Ril Bowamoltie, comandante del Cervo Azzurro. Quando la riunione termina si scopre che sotto le vesti di uno dei comandanti si nasconde in realtà Raia, membro del Third Eye. L'Imperatore Magico assegna al Toro Nero la missione di recuperare la pietra magica nascosta nel Tempio Sommerso, una zona situata nel mare del regno e inaccessibile per gran parte dell'anno a causa delle forti correnti magiche che lo circondano. Passando qualche giorno sulla spiaggia più rinomata del regno, Noelle perfeziona la tecnica della Culla del Drago Marino, con il supporto di Asta e una misteriosa ragazza di nome Kahono. Grazie alla tecnica raggiungono il tempio, dove vengono coinvolti in una battle royale dal Grande Sacerdote che ha com premio la pietra. A dispetto delle aspettative del sacerdote, rimasto sigillato all'interno di una stanza assieme a Yami per guardare la battaglia, gran parte dei membri del Toro Nero sconfigge gli avversari, mentre Noelle si ritrova come avversaria Kahono, che altro non è se la nipote del Grande Sacerdote. Quando la battaglia si trova nel vivo compare a sorpresa Vetto, mago del Third Eye.                                                                                           |                                        |                             |
| 8  | Disperazione VS Speranza 「絶望VS希望」 - Zetsubō bāsasu Kibō | 4 ottobre 2016 ISBN 978-4-08-880792-8  | 7 dicembre 2017             |
| 8  | Capitoli - 63. La vita in gioco (命を懸けたゲーム?, Inochi o kaketa gēmu) - 64. La schietta palla di fuoco e il fulmine selvaggio (愚直な火球と奔放な稲光?, Guchokuna kakyū to honpōna inazuma) - 65. Il ragazzo incapace di arrendersi (諦めの悪い男?, Akirame no warui otoko) - 66. Il suo vero aspetto (本当の姿?, Hontō no sugata) - 67. Legami (絆?, Kizuna) - 68. Risveglio (覚醒?, Kakusei) - 69. L'unica arma (唯一の武器?, Yuiitsu no buki) - 70. Disperazione VS Speranza (絶望VS希望?, Zetsubō bāsasu Kibō) - 71. Cambiare il destino (運命を切り拓く?, Unmei o kiri hiraku) |                                        |                             |
| 8  | Trama Vetto appare al Tempio Sommerso, mentre Yami e il Gran Sacerdote rimangono bloccati da una magia spaziale, costringendo i loro sottoposti a combattere da soli. I primi a combattere contro il nemico sono Luck e Magna, i quali tuttavia, nonostante per molto tempo resistano fieramente, vengono sconfitti. A questo punto intervengono i loro compagni del Toro Nero, assieme a Kahono e suo fratello Kiato; tuttavia, lo scontro pare volgere in sfavore di questi ultimi, tanto che Kahono e Kiato vengono privati rispettivamente della voce e di una gamba, strumenti con cui potevano compiere la loro magia, e un braccio di Asta viene messo fuori uso. Noelle riesce a ferire Vetto grazie alla sua nuova magia, ma questi riesce a guarirsi usando una magia proibita. Solo grazie all'intervento di Vanessa e Finral, Asta riesce infine ad infliggere un colpo fatale al membro del Third Eye, a costo dell'altro suo braccio. |                                        |                             |
| 9  | La compagnia più forte 「最強の団」 - Saikyō no dan | 2 dicembre 2016 ISBN 978-4-08-880823-9 | 8 febbraio 2018             |
| 9  | Capitoli - 72. Oltre i limiti (限界の先?, Genkai no saki) - 73. Fine del combattimento, fine della disperazione (戦いの果て、絶望の終わり?, Tatakai no hate, zetsubō no owari) - 74. Provare di essere nel giusto (正しさの証明?, Tadashi-sa no shōmei) - 75. La battaglia di Kiten (キテン戦役?, Kiten sen'eki) - 76. La squadra più forte (最強の団?, Saikyō no dan) - 77. Il più forte vince (強い方が勝つ?, Tsuyoi hōga katsu) - 78. La rivendicazione dei deboli (弱者の宣言?, Jakusha no sengen) - 79. Dietro la maschera (仮面の奥?, Kamen no oku) - 80. Mai più (もう二度と?, Mōnidoto) |                                        |                             |
| 9  | Trama Vetto attiva una magia di autodistruzione con l'obbiettivo di eliminare gli avversari, ma viene ucciso da Yami, liberatosi con il Grande Sacerdote. Il Toro Nero recupera così la pietra magica e vengono ricevuti dall'Imperatore Magico che vuole complimentarsi, anche se l braccia di Asta restano notevolmente compromesse. Proprio in quel momento la città di Kiten, sul confine, viene attaccata dall'esercito del Regno di Diamond guidato da tre Generali Scintillanti, Yargos, Broccos e Ragus. A fermare l'attacco sopraggiunge la squadra dell'Alba Dorata e Asta, assieme a Finral, Yami e Charmy, vanno ad assistere lo scontro, ma quando arrivano i nemici sono stati gia sconfitti. William Vengeance viene raggiunto da Yami, sospettoso che in realtà dietro la sua maschera si nasconda il capo dell'Occhio Magico, ma scopre invece che serve a nascondere i segni di una maledizione impressi sul suo volto. Asta incontra Yuno e rinnovano la loro sfida. In seguito, poiché le sue braccia non riescono a guarire, Asta viene al migliore medico della capitale, dove scopre di essere stato infettato da una potente maledizione e di aver irrimediabilmente perso l'uso delle braccia: i membri del Toro Nero vengono a sapere la cosa da Finral che accidentalmente ha ascoltato la conversazione tra il giovane e il dottore e decidono di trovare un modo per guarire il compagno. |                                        |                             |
| 10 | Decisione sul campo di battaglia 「戦場の決断」 - Senjō no ketsudan | 3 marzo 2017 ISBN 978-4-08-881023-2    | 29 marzo 2018               |
| 10 | Capitoli - 81. Un tipo del genere (そんなアイツが ?, Son'na aitsu ga) - 82. La foresta delle streghe (魔女の森?, Majo no mori) - 83. Infiltrati (潜入?, Sen'nyū) - 84. Decisione sul campo di battaglia (戦場の決断?, Senjō no ketsudan) - 85. La furia del toro scatenato (暴れ牛奮迅?, Abare ushi funjin) - 86. Le fiamme dell'odio (憎悪の炎?, Zōo no honō) - 87. Non sono una fallita (出来損ないじゃない?, Dekisokonai janai) - 88. Il colpo finale (必殺の一突き?, Hissatsu no hitotsuki) - 89. L'espiazione dei disertori (離反者の贖罪?, Rihan-sha no shokuzai) - 90. Gli allievi (教え子?, Oshiego) |                                        |                             |
| 10 | Trama Per trovare una cura alla maledizione che ha colpito le braccia di Asta, i membri del Toro Nero si dividono in coppie per svolgere più velocemente la ricerca. Vanessa, in particolare, si dirige alla Foresta delle Streghe, una minuscola nazione al confine tra Diamond e Clover abitata solamente dalle streghe. Asta e Noelle tuttavia decidono di raggiungerla assieme a Dominante Code, anche lei una strega, suo marito Fanzel Kruger, fuggito da Diamond, e l'allieva di lui Mariella. Purtroppo l'infiltrazione non va come sperato e vengono subito scoperti, prima di schiantarsi contro il palazzo della Regina delle Streghe; qui scoprono che quest'ultima sta torturando Vanessa, considerata una traditrice delle streghe. In quel momento tuttavia la foresta viene attaccata dall'Occhio Magico della Notte Bianca e dal Regno di Diamond: tra di loro Fana del Third Eye, Mars, già affrontato in passato da Asta e Yuno, e un Generale Scintillante di nome Radols. Assieme alle streghe decide di combattere il gruppo di infiltrati e per permettere ad Asta di combattere la Regina delle Streghe decide di curare le sue braccia. Così mentre Asta e compagni combattono Fana e la sua Magia degli Spiriti Salamander, Fanzel si scontra con Mars e Radols, suoi vecchi allievi durante gli esperimenti a cui i due ragazzi furono sottoposti assieme a Fana. Radols indirizza poi i suoi attacchi verso Dominante, ma sorprendentemente Mars salva la donna. |                                        |                             |

## Volumi 11-20
| Nº | Titolo italiano Giapponese 「Kanji」 - Rōmaji | Data di prima pubblicazione            | Data di prima pubblicazione |
| Nº | Titolo italiano Giapponese 「Kanji」 - Rōmaji | Giapponese                             | Italiano                    |
| 11 | Proprio niente 「何でも無い」 - Nandemonai | 2 maggio 2017 ISBN 978-4-08-881073-7   | 7 giugno 2018               |
| 11 | Capitoli - 91. Esplosione ardente (狂熱爆発?, Kyōnetsu bakuhatsu) - 92. Non la lascio morire (死なせない?, Shinasenai) - 93. Il mondo promesso (約束の世界?, Yakusoku no sekai) - 94. Cambiamento (一変 ?, Ippen) - 95. Crescere insieme (高め合う存在?, Takame au sonzai) - 96. Metamorfosi (変貌?, henbō) - 97. Proprio niente (何でも無い?, Nandemonai) - 98. Lui è lui (アイツはアイツ?, Aitsu wa aitsu) - 99. Famiglia (家族?, Kazoku) - 100. Il filo rosso del destino (運命の赤い糸?, Unmei no akai ito) |                                        |                             |
| 11 | Trama Dopo aver sconfitto Radols, Mars passa dalla parte di Asta e compagni e insieme al ragazzo antimagia riesce a sconfiggere Fana dopo che questa, forte della sua magia delle fiamme, stava per distruggere la Foresta delle Streghe. La ragazza torna in sé e si riconcilia con Mars rinnovando la promessa di mettersi in viaggio per vedere il mondo. Fana afferma inoltre di non avere ricordi del suo periodo con l'Occhio magico, se non di essere stata posseduta dall'odio di un'altra persona. Radols a quel punto torna nuovamente all'attacco, ma viene sconfitto da Asta che risveglia in sé il potere demoniaco della spada anti-magia. Compare tuttavia la Regina delle Streghe che grazie al legame stabilito con Asta dopo la cura delle braccia comincia a controllarlo completamente e intrappola gli altri membri del Toro Nero e la compagnia di Fanzel per ottenere il potere della spada anti-magia e punire Vanessa. Quest'ultima tuttavia attiva un nuovo incantesimo, quello del Filo Rosso del Destino con cui può controllare gli eventi di una persona. Grazie ad esso salva i suoi amici e sconfigge la Regina. |                                        |                             |
| 12 | La malinconia della fanciulla delle spine 「荊乙女の憂鬱」 - Ibara otome no yūutsu | 4 agosto 2017 ISBN 978-4-08-881192-5   | 9 agosto 2018               |
| 12 | Capitoli - 101. Sono a casa (ただいま?, Tadaima) - 102. La vacanza di Asta (アスタの休日?, Asuta no kyūjitsu) - 103. Appuntamento doppio alla festa (楽しいお祭りWデート?, Tanoshī o matsuri daburu dēto) - 104. La malinconia della fanciulla delle spine (荊乙女の憂鬱?, Ibara otome no yūutsu) - 105. Due nuove stelle (二つの新星?, Futatsu no shinsei) - 106. Hai visto dove siamo arrivati? (ここまで来た?, Koko made kita) - 107. Il re del Regno di Clover (クローバー王国国王?, Kurōbā ōkoku kokuō) - 108. L'imbattuta leonessa senza corona (無冠無敗の女獅子?, Mukan muhai no onna shishi) - 109. Il sentiero per il vulcano Yultim (ユルティム火山 登山道?, Yurutimu kazan tozandō) - 110. Fuoco di Sant'Elmo (セントエルモの火?, Sento Erumo no hi) |                                        |                             |
| 12 | Trama La Regina delle Streghe consegna ai membri del Toro Nero la pietra magica in suo possesso e spiega ad Asta che le sue spade un tempo appartenevano al capo degli Elfi, antica razza sterminata dagli esseri umani che ricorreva anche a magie proibite come quella del Terzo Occhio. Dopo essersi congedati da Mars, tornano alla base dove arrivano anche tutti gli altri membri che scoprono con piacere la guarigione di Asta. I membri del Toro Nero si recano poi alla Festa Proclama-Stelle, festival cittadino in cui viene proclamata la classifica annuale delle squadre dei Cavalieri Magici e le stelle ottenute durante l'anno. Alla fiera partecipano anche Kahono e Kiato ai quali Asta guarisce la voce e le gambe grazie alla magia della regina. Durante la proclamazione il Toro Nero scopre di essersi piazzato in seconda posizione con 101 stelle, mentre al primo posto rimane l'Alba Dorata. Gran parte del merito viene attribuito ad Asta e Yuno che vengono chiamati dall'imperatore magico sul palco. Compare poi il re di Clover che fa un discorso al popolo in cui proclama l'imminente attacco al covo dell'Occhio Magico della Notte Bianca da parte di una squadra di cavalieri scelti, i Royal Knights. Viene poi presentato il sostituto comandante del Leone Vermiglio e sorella maggiore di Fuegoleon, Mereoleona Vermilion. Poiché il Leone Vermiglio è arrivato solo quarto, Mereoleona porta la sua squadra, Yami, Charlotte, Noelle, Asta e Yuno sul vulcano Yultim che, con le loro capacità, devono scalare per rafforzarsi. Per riuscire nell'impresa Asta riesce a controllare il potere demoniaco antimagia scaturito dalla sua spada. |                                        |                             |
| 13 | L'esame per la selezione dei Royal Knights 「王撰騎士団選抜試験」 - Roiyaru Naitsu senbatsu shiken | 4 ottobre 2017 ISBN 978-4-08-881210-6  | 11 ottobre 2018             |
| 13 | Capitoli - 111. Alle terme (いざ入浴?, Iza nyūyoku) - 112. L'esame per la selezione dei Royal Knigths (王撰騎士団選抜試験?, Roiyaru Naitsu senbatsu shaken) - 113. La battaglia del torneo per la distruzione del cristallo magico (魔晶石破壊バトルトーナメント?, Kurisutaru hakai batoru tōnamento) - 114. Il fiore della risoluzione (誓いの花?, Chikai no hana) - 115. Senza speranza (しょーもねー?, Shō monē) - 116. Il vice comandante del Pavone di Corallo (珊瑚の孔雀副団長?, Sango no Kujaku Fuku-danchō) - 117. I due utilizzatori della magia di spazio (二人の空間魔法使い?, Futari no kūkan mahōtsukai) - 118. Il mago X (魔道士X?, Madōshi Ekkusu) - 119. Di più (もっと ?, Motto) - 120. Rancore (因縁?, In'nen) |                                        |                             |
| 13 | Trama Dopo l'allenamento di Mereoleona, l'esame dei Royal Knight inizia in una serie di battaglie a squadre. Asta vince il primo match con Mimosa e Zora Ideale, un mago che ha assunto l'identità del vice comandante Xerx Lugner dell'Orca Viola. Magna e Sol superano il turno grazie alla strategia del loro compagno di squadra Kirsch Vermilion, il fratello maggiore di Mimosa e membro del Pavone di Corallo. Finral aiuta Leopold Vermilion e Hamon dell'Alba Dorata a vincere l'incontro. Langris fa affidamento sulle proprie capacità per vincere piuttosto che lavorare con i suoi compagni di squadra. Il capitano del Cervo Azzurro, Rill Boismortier, entrato con una falsa identità, supera il turno. Anche Klaus, Luck e Puli Angel della Rosa Blu avanzano. Insieme a En Ringard della Mantide Religiosa Verde, Noelle e Yuno affrontano Solid, il fratello maggiore di Noelle, e Alecdora Sandler, il superiore di Yuno. |                                        |                             |
| 14 | Scintille oro e nere 「金と黒の火花」 - Kin to kuro no hibana | 4 dicembre 2017 ISBN 978-4-08-881287-8 | 13 dicembre 2018            |
| 14 | Capitoli - 121. Finiscilo (ブチのめす?, Buchinomesu) - 122. A modo mio (オレのやり方?, Ore no yarikata) - 123. La trappola del popolano (下民の罠?, Gemin no wana) - 124. Senpai delinquente VS piccoletto muscoloso (ヤンキー先輩VS筋肉チビ?, Yankī Senpai bāsasu Kin'niku Chibi) - 125. Era bellissimo (美しかった?, Utsukushikatta) - 126. Fratellino speciale vs fratellone fallito (優等生の弟VS不出来の兄?, Yūtōsei no otōto bāsasu fudeki no ani) - 127. Scintille oro e nere (金と黒の火花?, Kin to kuro no hibana) - 128. Colui che vince fino alla fine (最後まで勝ち続けた者が?, Saigomade kachi tsuzuketa mono ga) - 129. La vita di un certo uomo (ある一人の男の生き方?, Aru hitori no otoko no ikikata) - 130. Impresso nella tua memoria (今焼き付ける?, Ima yakitsukeru) |                                        |                             |
| 14 | Trama Noelle e Yuno sconfiggono i rispettivi avversari e arrivano in finale. La squadra di Asta raggiunge il secondo round mentre affronta la squadra di Kirsch, con Asta e Zora che si scontrano a causa del rifiuto di quest'ultimo di fare gioco di squadra. I due e Mimosa riescono a sconfiggere la squadra di Kisrch, facendo in modo che questi cambi idea verso i plebei. La prossima partita vede la squadra di Finral contro la squadra di Langris, che termina con la vittoria di quest'ultima. Tuttavia, un furioso Langris quasi uccide il fratello maggiore per la frustrazione di essere amato dagli altri nonostante abbia l'affetto dei genitori. Questo fa infuriare Asta mentre Julius permette alle loro squadre di combattere in semifinale, dato che ipotizza che Langris potrebbe essere la spia nei Cavalieri Magici a causa del suo comportamento. Nonostante Asta sconfigga Langris, la partita termina in parità con entrambe le squadre eliminate, con la squadra di Yuno che affronta la squadra di Rill dopo aver sconfitto la squadra di Luck. |                                        |                             |
| 15 | I vincitori 「勝者」 - Shōsha | 2 marzo 2018 ISBN 978-4-08-881358-5    | 7 febbraio 2019             |
| 15 | Capitoli - 131. Avanti (先に?, Sakini) - 132. I vincitori (勝者?, Shōsha) - 133. Nascono i Royal Knigths (王撰騎士団ロイヤルナイツ結成?, Roiyaru Naitsu kessei) - 134. Sogno (夢?, Yume) - 135. Incursione nel covo dell'Occhio Magico (白夜の魔眼アジト 突入!!!?, Byakuya no magan ajito totsunyū) - 136. Ondate d'attacco (怒涛の進軍?, Dotō no shingun) - 137. Merereona VS Raia della slealtà (メレオレオナVS不実のライア?, Mereoreona bāsasu Fujitsu no Raia) - 138. Assalto (襲撃?, Shūgeki) - 139. Il rifugio del Toro Nero (黒の暴牛アジト?, Kuro no Bōgyū ajito) - 140. Voi non mi conoscete (君達は知らないだろうけど?, Kimitachi wa shiranaidaroukedo) |                                        |                             |
| 15 | Trama Yuno mostra un incantesimo che lo rende in grado di competere con il comandante. Questi pero nell'eccitazione distrugge il suo stesso cristallo, decretando la vittoria della squadra di Yuno. Pochi giorni dopo, Mereoleona si reca alla base del Toro Nero e dice ad Asta, Noelle e Luck che hanno superato l'esame. Giunti alla base dei Royal Knigths, i tre incontrano gli altri che hanno superato l'esame, tra cui Yuno e Zora, che rivela inoltre di essere entrato nel Toro Nero. Forti della presenza di Mereroleona e Nozel, i Royal Knigths fanno irruzione nel covo nemico, sconfiggendo molti avversari. Raia tenta di infiltrarsi nella squadra di Mereoleona assumendo le sembianze di Asta, ma finisce per essere sopraffatto dalla comandante quando il suo stratagemma viene rapidamente esposto. Nel frattempo, Rades, Valtos e Sally lanciano un attacco al rifugio del Toro Nero, dove si trovano Gauche, Gordon e Grey. In loro aiuto arriva un uomo che si presenta come Henry, un membro del Toro Nero la cui magia gli consente di manipolare l'edificio. |                                        |                             |
| 16 | La fine e l'inizio 「終わりと始まり」 - Owari to hajimari | 2 maggio 2018 ISBN 978-4-08-881513-8   | 11 aprile 2019              |
| 16 | Capitoli - 141. Scontro magico assurdo (ムチャクチャな魔法戦?, Muchakucha na mahōsen) - 142. Crepuscolo (黄昏?, Tasogare) - 143. Imperatore magico VS Capo dell'Occhio magico (魔法帝VS白夜の魔眼頭首?, Mahōtei bāsasu byakuya no magan tōshu) - 144. Quest'uomo (この男は?, Kono otoko wa) - 145. Julius Novachrono (ユリウス・ノヴァクロノ?, Yuriusu novakurono) - 146. Un nuovo futuro (新しい未来?, Atarashii mirai) - 147. La fine e l'inizio (終わりと始まり?, Owari to hajimari) - 148. Fino a ora (これまで?, Koremade) - 149. Trasmigrazione (転生?, Tensei) - 150. Collasso (瓦解?, Gakai) |                                        |                             |
| 16 | Trama I membri del Toro Nero respingono l'attacco, ma i nemici riescono a prendere la pietra e a fuggire. Julius intanto viene raggiunto da William, il quale assume le sembianze di Licth, rivelando che i due condividono lo stesso corpo. Intenzionato ad impossessarsi delle pietre magiche custodite dall'imperatore, lo attacca, ma questi si rivela superiore. Licth lancia quindi un incantesimo con l'intento di uccidere tutti gli abitanti del regno, ma Julius riesce cancellarlo. Licth coglie l'occasione per ferirlo mortalmente, per poi fuggire in seguito all'arrivo di Yami. Raggiunta la stele, Licth rivela ai suoi sottoposti il suo odio per gli umani e usa le pietre per lanciare un incantesimo. Secoli prima Licht, che era il capo degli elfi, si innamorò di una donna umana, che era la sorella del primo Imperatore Magico di cui era amico. Durante il loro matrimonio però gli elfi furono attaccati e sterminati dagli umani. Licht usò apparentemente una magia proibita per sospendere le anime degli elfi. Patry, un elfo amico di Licth, si reincarnò nel corpo di Willam, e usò la sua somiglianza con Licht per assumere l'identità dell'amico e rianimare i suoi compagni elfi, resuscitando prima i Third Eye all'interno di corpi umani e poi progettando di fare lo stesso con gli altri. Come effetto del rituale, i membri dell'Occhio magico vengono sacrificati, mentre numerosi abitanti di Clover vengono posseduti dagli spiriti degli elfi e attaccano gli umani. |                                        |                             |
| 17 | Distruzione o salvezza? 「滅亡か救国か」 - Metsubō ka Kyūkoku ka | 3 agosto 2018 ISBN 978-4-08-881567-1   | 13 giugno 2019              |
| 17 | Capitoli - 151. Inferiorità schiacciante (圧倒的劣勢?, Attō-teki ressei) - 152. Una donna problematica (メンドーな女?, Mendō na on'na) - 153. La scelta di rischiare la propria vita (命懸けの生きる道?, Inochigake no ikiru michi) - 154. Il vento dorato (金色の風?, Konjiki no kaze) - 155. Non perderemo contro di voi (オマエには負けない?, Omaeni wa makenai) - 156. Forma originale, potere originale (本来の姿 本来の力?, Honrai no sugata honrai no chikara) - 157. Distruzione o salvezza? (滅亡か救国か?, Metsubō ka kyūkoku ka) - 158. La vita del villaggio al confine estremo (最果ての村の命?, Saihate no mura no inochi) - 159. Rilascio casuale (因果解放?, Inga kaihō) - 160. Una cosa che non potresti non sapere (知らねーだろ?, Shiranēdaro) |                                        |                             |
| 17 | Trama Noelle e Kirsch sono sopraffatti da Luck posseduto. Raia si unisce al suo compagno Rila dopo che questi ha occupato il corpo di Rill, spiegando che l'antimagia non può fermarli ora e il loro intento di recuperare il grimorio di Licht e le spade di Asta. Nonostante Mereoleona ordini loro di andarsene, Asta e Zora tornano in suo aiuto per portarla in salvo, prima che Raia afferri Asta per portarlo da Licht. Arrivano mentre Mimosa viene catturata dagli elfi che possiedono Klaus e Hamon, Yuno rivela di avere il controllo su se stesso nonostante sia diventato un Elfo. Anche se Asta e Yuno mettono fuori combattimento Klaus e Hamon, si ritrovano a combattere un Licht completamente rianimato che reclama solo una delle sue spade, e mentre Asta e gli altri Royal Knigths fuggono, la fortezza avanza nella capitale. I Royal Knights si chiedono come liberare i loro compagni posseduti, mentre Asta e Yuno si recano nel villaggio di Hage, dove hanno a che fare con un elfo che usa il corpo di un cavaliere magico per attaccare l'orfanotrofio, e Asta apprende la spada che ha preso da Licht gli permette di rimuovere l'anima dell'elfo possedente e ripristinare il corpo ospite alla normalità. In un altro villaggio, Magna e Vanessa vengono attaccati da Ruful, un elfo che possiede il corpo di Luck. |                                        |                             |
| 18 | Toro Nero al contrattacco!! 「黒の暴牛 爆進!!!」 - Kuro no Bōgyū bakushin!!! | 2 novembre 2018 ISBN 978-4-08-881686-9 | 1º agosto 2019              |
| 18 | Capitoli - 161. Legami umani (人間の絆?, Ningen no kizuna) - 162. Fulmini di rabbia contro i compagni (怒りの雷VS仲間?, Ikari no ikazuchi bāsasu nakama) - 163. Lacrime di gioia (笑顔 涙?, Egao namida) - 164. Le canaglie raccolgono le forze! (ならず者共 奮起!!?, Narazumonodomo funki!!) - 165. Toro Nero al contrattacco!! (黒の暴牛 爆進!!!?, Kuro no Bōgyū bakushin!!!) - 166. Il vendicatore risorto (蘇り復讐者?, Yomigaeri fukushū-sha) - 167. La via della vendetta e quella dell'espiazione (復讐の道 償いの道?, Fukushū no michi tsugunai no michi) - 168. Scontro tra fedelissimi dello stesso uomo (VS同じ男に忠義を誓った者達?, Bāsasu onaji otoko ni chūgi o chikatta-sha-tachi) - 169. Il comandante del Toro Nero vs La rosa scarlatta (黒の暴牛団長VS真紅の野薔薇?, Kuro no Bōgyū danchō bāsasu Shinku no Nobara) - 170. Il ritorno dei decaduti (転落者 動き出す?, Tenraku-sha ugokidasu) - 171. Il leone dormiente (眠れる獅子?, Nemureru shishi) - 172. Vita nuova (新生?, Shinsei) |                                        |                             |
| 18 | Trama Asta giunge in aiuto dei suoi compagni guidato dalla magia di Vanessa, e riesce a liberare Luck mentre esorcizza Ruful. La banda raggiunge la base del Toro Nero e apprende che anche Gauche è posseduto mentre Charmy ripristina la loro magia in modo che Henry possa riconfigurare la propria base in un veicolo per raggiungere la capitale. Nel frattempo, dopo che Patry si è risvegliato e se ne è andato nella capitale, Rades improvvisamente risorge, avendo ottenuto un nuovo incantesimo al momento della sua morte. Resuscita poi Sally e Valtos, e il trio finisce per unire le forze con il Toro Nero allo scopo di vendicarsi di Patry. Nella capitale, Yami affronta una Charlotte posseduta mentre Gueldre e Lebuty fuggono dalla loro prigione durante il caos. Fuegoleon e Finral si svegliano per unirsi al combattimento, il primo dopo aver acquisito Salamandra, mentre il secondo vuole liberare Langris dalla possessione del cugino di Patry, Latry. |                                        |                             |
| 19 | Fratelli 「きょうだい」 - Kyōdai | 4 gennaio 2019 ISBN 978-4-08-881693-7  | 10 ottobre 2019             |
| 19 | Capitoli - 173. Battaglia decisiva al castello di Clover (決戦 クローバー城?, Kessen Kurōbā-jō) - 174. Eccoli (飛来?, Hirai) - 175. La battaglia del casato dei Silva (シルヴァ家の戦い?, Shiruva-ke no tatatkai) - 176. Fratelli (きょうだい?, Kyōdai) - 177. La principessa danzante sul campo di battaglia (戦場の舞姫?, Senjō no maihime) - 178. La magia degli umani (人間の魔法?, Ningen no mahō) - 179. La battaglia nella stanza del re (王の間の戦い?, Ō no ma no tatakai) - 180. La lama affilata (研ぎ澄ます刃?, Togisumasu yaiba) - 181. I fratelli della magia di spazio (空間魔道士の兄弟?, Kūkan madōshi no kyōdai) - 182. La Cerchia di Sefirah (セフィラの徒?, Sefira no to) - 183. Il toro adirato nello scontro tra titani!! (暴れ牛 頂上決戦参戦!!?, Abare ushi Chōjō kessen sansen!!) |                                        |                             |
| 19 | Trama Gli elfi guidati da Latry, si dirigono verso il castello reale per uccidere le famiglie reali. Finral arriva con Yami e combattono gli elfi con Jack the Ripper, mentre Nozel, Noelle e i loro compagni arrivano. Yami, Jack e Finral decidono di proteggere il re, mentre Nozel e Noelle cercano di salvare i loro fratelli, ma l'elfa che li attacca lancia un incantesimo che rende difficile il controllo degli incantesimi. Quando Nozel viene ferito, Noelle usa la sua magia per creare un'armatura, grazie alla quale riesce a battere l'avversaria. Grazie all'aiuto di Zora, Nozel e Noelle sconfiggono i restanti nemici. Nella stanza del re, il gruppo di Yami affronta Latry, riuscendo a sconfiggerlo. Patry arriva alla base dove incontra Raia, che ha posto le anime di Vetto e Fana in corpi artificiali, insieme a Drowa e Ecra, gli elfi che possiedono Gauche e Marie. I membri riuniti della Cerchia di Sephira, dieci elfi che hanno ricevuto la rivelazione divina, procedono per aprire il palazzo reale oscuro, spazio tra il mondo dei vivi e dei morti, dove intendono usare la pietra magica di Yuno per rendere permanenti le reincarnazioni. Asta e gli altri membri del Toro Nero si uniscono alla battaglia, ma Reve, un'elfa che possiede il corpo della comandante Dorothy Unsworth, usa la sua magia per spedire Vanessa, Charmy, Luck, Magna e Sally in un'altra dimensione, mentre Drowa e Patry distruggono la loro base. |                                        |                             |
| 20 | Il senso della vita fino a oggi 「これまで生きてきた意味」 - Koremade ikite kita imi | 4 aprile 2019 ISBN 978-4-08-881757-6   | 5 dicembre 2019             |
| 20 | Capitoli - 184. Il mondo dei sogni (夢想の世界?, Musō no sekai) - 185. Incontro nel sogno (夢幻の邂逅?, Mugen no kaikō) - 186. Gli occhi nello specchio (鏡の中の瞳?, Kagami no naka no hitomi) - 187. Attacco e difesa tra cielo e terra (天地の間の攻防?, Tenchi no hazama no kōbō) - 188. Il senso della vita fino a oggi (これまで生きてきた意味?, Koremade ikite kita imi) - 189. Umani in cui credere (信じられる人間?, Shinjirareru ningen) - 190. Andate!!!! (行く!!!!?, Ike!!!!) - 191. Assalto al palazzo reale oscuro (突入 影の王宮?, Totsunyū kage no ōkyū) - 192. Due pugni vermigli (二つの紅蓮の拳?, Futatsu no guren no kobushi) - 193. Gli ultimi invasori (最後の入場者?, Saigo no nyūjō-sha) - 194. Stizza (業腹?, Gōhara) |                                        |                             |
| 20 | Trama Nel mondo dei sogni, il gruppo di Vanessa inganna Reve inducendola a sognare la vera Dorothy, che impegna Reve in una battaglia metafisica che distrugge la dimensione del sogno, mentre l'elfa viene sconfitta nel mondo reale da Luck e Magna. Mentre Yami, Jack, Rades e Valtos inseguono Patry e gli elfi, gli altri rimangono dietro per affrontare Drowa ed Eclat. Grazie all'aiuto di Henry, Gordon e Gray, Asta riesce a far tornare i due fratelli alla normalità. Raggiunti da Fuegoleon e Mereoleona, Asta, Noelle, Mimosa e Nozel si recano con loro nel palazzo reale oscuro, mentre gli altri membri del Toro Nero rimangono indietro per fronteggiare i restanti elfi. All'interno del palazzo, il gruppo viene diviso e ognuno affronta un avversario diverso: Asta e Mimosa affrontano Rila, Noelle si ritrova contro Fana, mentre Mereoleona e Fuegoleon affrontano Vetto e un elfo che possiede il corpo del nuovo comandante dell'Orca Viola, Kaiser Granvorka. Gli altri cavalieri magici guidati da Yuno intanto giungono in aiuto del Toro Nero, mentre questi entra nel palazzo accompagnato da Charmy, che si ritrova nella stanza dove Asta e Mimosa stanno affrontando Rila. Quando l'elfo distrugge il piatto che Charmy gli aveva offerto, questi si infuria e risveglia il suo potere nascosto dovuto all'essere per metà appartenente alla razza dei nani, che le consente di usare una magia in grado di divorare gli incantesimi altrui. |                                        |                             |

## Volumi 21-30
| Nº | Titolo italiano Giapponese 「Kanji」 - Rōmaji | Data di prima pubblicazione           | Data di prima pubblicazione |
| Nº | Titolo italiano Giapponese 「Kanji」 - Rōmaji | Giapponese                            | Italiano                    |
| 21 | La verità di 500 anni 「500年前の真実」 - 500-nen mae no shinjitsu | 4 luglio 2019 ISBN 978-4-08-881840-5  | 27 febbraio 2020            |
| 21 | Capitoli - 195. Cambiamento completo (一変?, Ippen) - 196. Eminenza grigia (黒幕?, Kuromaku) - 197. Falsa speranza (まやかしの希望?, Mayakashi no kibō) - 198. Il grimorio con cinque foglie (五つ葉の魔道書グリモワール?, Itsutsuba no Gurimowāru) - 199. Il nemico naturale definitivo (最強の天敵?, Saikyō no tenteki) - 200. Un mondo di luce (光の世界?, Hikari no sekai) - 201. L'ultimo piano del palazzo reale oscuro (影の王宮 最上階?, Kage no ōkyū saijōkai) - 202. Un altro mondo (別の世界?, Betsu no sekai) - 203. Il momento di infrangere il sigillo (今封を切る時?, Ima fū o kiru toki) - 204. L'ultimo desiderio (死への欲求?, Shi e no yokkyū) - 205. La verità di 500 anni (500年前の真実?, 500-nen mae no shinjitsu) |                                       |                             |
| 21 | Trama Charmy tiene occupato Rila, permettendo a Asta e Mimosa di andare avanti. Noelle riceve aiuto da Jack, mentre Yuno combatte contro Raia, Patry e un altro elfo, Ronne, che riesce a rubare la pietra di Yuno. Raia viene pero ferito da Ronne quando si rende conto che lui non è in se. Ronne rivela di essere in posseduto da un demone che usa la pietra per portare il suo vero corpo nel mondo dei mortali, e che rivela a Patry di essere stato lui a spingere i reali ad uccidere gli elfi. Asta e Mimosa arrivano e mentre Asta e Yuno provano a combattere il demone, questi rivela di aver lanciato lui l'incantesimo per resuscitare gli elfi come parte del suo piano per riconquistare il suo corpo. Patry si trasforma in un elfo oscuro e inizia ad attaccare tutti, mentre il demone se ne va dopo aver preso il suo grimorio, che ha sviluppato un quinto petalo. Nozel riesce a fermare Patry, che viene portato alla normalità da Asta. Patry stringe quindi alleanza con i cavalieri per fermare il demone, il quale inizia a combattere contro Licth, Yami e Charla, l'elfa che possiede Charlotte. Intanto Finral viene contattato da Nero che rivela la sua capacità di parlare e gli chiede di portarlo ai resti del demone vicino al villaggio di Hage. Su istruzione di Nero, Finral pone la pietre magiche sulla statua del primo imperatore magico Lumiere Silvamillion Clover. Cinquecento anni prima, il demone imprigiono Lumiere per evitare che questi potesse impedire lo sterminio degli elfi. Quando Licth uso una magia proibita per diventare egli stesso un demone in seguito al fatto, Lumiere uccise il suo amico, mentre la sua servitrice Secre Swallowtail usò le pietre magiche per sigillare prima il demone, e poi lo stesso Lumiere nella pietra, rinunciando cosi alla sua umanità e dovendo passare i secoli successivi sotto forma di anti uccello. Nel presente, il redivivo Lumiere e Secre, tornata alla sua vera forma, si uniscono alla battaglia contro il demone. |                                       |                             |
| 22 | L'alba 「日の出」 - Yoake | 4 ottobre 2019 ISBN 978-4-08-882049-1 | 9 aprile 2020               |
| 22 | Capitoli - 206. Riuniti attraverso il tempo e lo spazio (時空を超えた再会?, Jikū o koeta saikai) - 207. La magia definitiva (究極のマジック?, Kyūkyoku mahō) - 208. Le spade (剣?, Tsurugi) - 209. Il desiderio (ねがい?, Onegai) - 210. Sull'orlo (瀬戸際?, Setogiwa) - 211. Il colpo finale (最後の一撃?, Owari no ichigeki) - 212. La fine del destino (運命の終わりに?, In'nen no saigo) - 213. Il grande albero delle anime (魂の大木?, Tamashī no taiboku) - 214. L'alba (日の出?, Yoake) - 215. Tre problemi (3つの困ったこと?, 3-tsu no komattakoto) - 216. Equilibrio di potere (バランスの力?, Baransu no chikara) - 217. La bilancia della giustizia (正義の天秤?, Seigi no tenbin) |                                       |                             |
| 22 | Trama Secre risveglia completamente l'anima di Licht. Mentre tutti iniziano combattere, il demone si rende conto che l'Anti-magia di Asta può fermare i suoi attacchi. Licht lancia un incantesimo, usando il potere di tutti gli elfi rimanenti per sbloccare il vero potenziale della Spada Fendi Demoni e distrugge il demone. Sfortunatamente il cuore del mostro sopravvive e si rigenera, rivelando che nessuna magia della loro dimensione può ucciderlo. Asta capisce che anche la Spada Alberga Demoni ha un potere nascosto e che deve sbloccarlo. Con l'aiuto di Yuno e di Yami, che lancia un potente incantesimo a distanza tagliando il demone a metà, Asta riesce a distruggere il cuore del demone, eliminandolo. Con la distruzione del demone però, la sua magia non scompare e tutti i presenti sono costretti a fuggire dal palazzo reale oscuro in distruzione. Una volta all'esterno, Asta purifica Patry dal corpo di William, in modo che quest'ultimo possa, insieme a Licth e Asta, purificare le anime degli altri elfi e portare i posseduti alla normalità. Raia, Vetto e Fana, tuttavia, rimangono legati ai loro corpi e salutano Licht e gli altri, mentre Rades resuscita Patry nel corpo artificiale di Licht. Anche Lumiere, dopo aver detto addio a Secre, svanisce, mentre Yami e William, recatosi sul luogo di sepoltura di Julius, lo ritrovano vivo, ma con l'aspetto di un tredicenne. Julius, dopo aver spiegato di essere tornato in vita dopo aver sigillato il suo tempo con un incantesimo, rivela ad Asta che la fonte della sua anti-magia è un potere demoniaco, e che per tanto l'Assemblea Magica di Clover intende giudicarlo. Qualche giorno dopo, recatosi alla sede dell'assemblea, Asta e Secre vengono messi sotto processo dal capo dell'organizzazione, Damnatio Kira, il quale intende accusarli dei recenti avvenimenti che hanno colpito il regno. |                                       |                             |
| 23 | Neri come la pece 「真っ黒けっけ」 - Makuroke kke | 4 gennaio 2020 ISBN 978-4-08-882049-1 | 9 luglio 2020               |
| 23 | Capitoli - 218. Il peggio del peggio (最低最悪?, Saitei saiaku) - 219. Neri come la pece (真っ黒けっけ?, Makuroke kke) - 220. Visite (見舞い?, Mimai) - 221. La confessione della Rosa Blu (碧薔薇の告白?, Aobara no kokuhaku) - 222. Solo tra noi (ここだけの話?, Kokodake no hanashi) - 223. La famiglia Agrippa (アグリッパ家?, Agurippa-ke) - 224. Tu sei maledetto (オマエは呪われている?, Omae wa norowareteiru) - 225. Il regno di Heart (ハート王国?, Hāto ōkoku) - 226. La magia dello spirito guardiano (精霊守の魔法?, Seirei no kami no mahō) - 227. La sacerdotessa onnisciente (全治の巫女?, Zenchi no miko) - 228. Maghi di livello arcano (冥域の魔道士?, Meiiki no madōshi) |                                       |                             |
| 23 | Trama I membri del Toro Nero fanno irruzione durante il processo di Asta e Secre, che viene ufficialmente accettata come membro della squadra. Prima che la situazione peggiori, Fuegoleon e Nozel intervengono e annunciano il loro sostegno ad Asta, scioccando tutti. Fuegoleon rivela che Julius ha ordinato al Toro Nero di indagare sui demoni per dimostrare l'innocenza di Asta. Con un supporto così influente Damnatio è costretto ad accettare, ma avverte Asta che verrà comunque giustiziato se fallisce. In cerca di indizi, Yami parla con Charlotte, mentre Noelle viene a sapere da Dorothy che la morte di sua madre è stata causata da un demone chiamato Megicula. Gordon chiede aiuto alla sua famiglia, la quale gli rivela che una potente fonte di energia demoniaca è presente nel vicino regno di Heart. Asta, Noelle, Mimosa, Finral e Secre si recano cosi ad Heart, ma una volta li Asta viene rapito dalla principessa del luogo e dallo spirito dell'acqua Undine. Dopo una breve lotta, la principessa spiega ad Asta e compagni che è stata maledetta da Megicula è che morirà entro un anno. Spiega inoltre che il demone ha preso residenza nel regno di Spade, il quale ha iniziato ad espandersi conquistando i regni vicini, tra cui Diamond. Per far fronte alla minaccia, Heart e Clover stringono alleanza, in seguito alla quale il gruppo di Asta più altri maghi con magie atte a combattere i demoni (tra cui Charmy, Rill, Luck e Leopold) dovranno restare ad allenarsi ad Heart per circa mezzo anno. |                                       |                             |
| 24 | Si apre il sipario su speranza e disperazione 「希望と絶望の幕開け」 - Kibō to zetsubō no makuake | 3 aprile 2020 ISBN 978-4-08-882049-1  | 22 ottobre 2020             |
| 24 | Capitoli - 229. Si apre il sipario su speranza e disperazione (希望と絶望の幕開け?, Kibō to zetsubō no makuake) - 230. Ti distruggerò (叩き潰してやる?, Tataki tsubushite yaru) - 231. La Triade Oscura (漆黒の三極性?, Dāku Toraiado) - 232. Il lago tranquillo e la foresta delle ombre (静かな湖と森の影?, Shizukana mizūmi to mori no kage) - 233. Il destino inizia a muoversi (動き出す運命?, Ugokidasu unmei) - 234. Il messaggero del regno di Spade (スペード王国の使者?, Supēdo ōkoku no shisha) - 235. I discepoli oscuri (漆黒の使徒ダークディサイプル?, Dāku disaipuru) - 236. Non siamo uguali (同じなワケねーだろ?, Onaji na wake nē daro) - 237. Pura ostinazione (たた頑なに?, Tata katakuna ni) - 238. Il potere di Zenon (「ゼノンの力?, Zenon no chikara) - 239. La gemmazione dello Yggdrasil (ユグドラシルの芽吹き?, Yugudorashiru no mebuki) |                                       |                             |
| 24 | Trama Dopo sei mesi di allenamento nel regno di Heart, Asta e i suoi compagni attaccano una base mobile del regno di Spade, sconfiggendo gli occupanti e liberando i prigionieri. Yuno, divenuto il vicecomandante dell'Alba Dorata, si reca ad Hage, dove l'orfanotrofio ha soccorso un uomo proveniente da Spade. Questi rivela di chiamarsi Ralph e di essere un servitore della precedente famiglia reale di Spade, la famiglia Grynberryall, che è stata spodestata da un trio di maghi noto come Triade Oscura, i quali traggono i loro poteri dai demoni, e che Yuno è il figlio del precedente re di Spade. La sede dell'Alba Dorata nel frattempo viene attaccata da Zenon della Triade Oscura e dai suoi uomini, in cerca di William. Yuno si reca in aiuto dei suoi compagni, ma sia lui che gli altri vengono sconfitti da Zenon quando questi rilascia il cinquanta per cento del suo potere demoniaco. Grazie ad un incantesimo scagliato da William, Yuno e buona parte dei membri della squadra riescono a salvarsi. Altrove, gli altri due membri della triade, Vanica e Dante, fanno la loro mossa: la prima apprestandosi ad attaccare Heart, mentre il secondo è interessato a Yami. |                                       |                             |
| 25 | Gli umani e il male 「人間と悪」 - Ningen to aku | 3 luglio 2020 ISBN 978-4-08-882346-1  | 14 gennaio 2021             |
| 25 | Capitoli - 240. La grande guerra ha inizio (大戦勃発?, Taisen boppatsu) - 241. Super battaglia a mezz'aria (超空中戦?, Chō kūchū-sen) - 242. Gli umani e il male (人間と悪?, Ningen to aku) - 243. Ospite di demone VS ospite di demone (悪魔憑きVSバーサス悪魔憑き?, Akumatsuki Bāsasu akumatsuki) - 244. Cinderella Grey (シンデレラグレイ?, Shinderera Gurei) - 245. Dante VS il comandante del Toro Nero (ダンテVSバーサス黒の暴牛団長?, Dante Bāsasu Kuro no Bōgyū danchō) - 246. L'albero di Qliphoth (クリフォトの樹?, Kurifoto no ki) - 247. Campo di battaglia: Regno di Heart (戦場 ハート王国?, Senjō Hāto ōkoku) - 248. Luck VS Svenkin (ラックVSバーサススヴェンキン?, Rakku Bāsasu Suvenkin) - 249. Leopold VS Sivoir (レオポルドVSバーサスシーヴワル?, Reoporudo Bāsasu Shīvuwaru) - 250. Charmy VS Halbet (チャーミーVSバーサスハールベート?, Chāmī Bāsasu Hārubēto) |                                       |                             |
| 25 | Trama Dante attacca la base del Toro Nero in cerca di Yami, ma si ritrova davanti Asta, Vanessa, Gauche, Grey e Henry. Asta è il primo ad attaccare, ma viene sopraffatto dalla magia nemica. Quando Dante ferisce Gauche, Asta si infuria e rilascia un maggior quantità del potere demoniaco, ma viene comunque messo al tappeto dall'avversario, il quale è in grado di usare il sessanta per cento del potere del suo demone, Lucifero. Yami arriva in soccorso dei suoi sottoposti e riesce a mettere in difficoltà Dante, il quale rivela che lo scopo della Triade Oscura è quello di aprire un canale magico verso il mondo dei demoni usando le magie di Yami e William. Nel regno di Heart, i seguaci di Vanica attaccano i civili dopo aver sconfitto diversi Guardiani degli Spiriti, ma vengono fermati e sconfitti da Luck, Leopold e Charmy. |                                       |                             |
| 26 | Voto nero 「黒の誓い」 - Kuro no chikai | 2 ottobre 2020 ISBN 978-4-08-882346-1 | 15 aprile 2021              |
| 26 | Capitoli - 251. Il demone delle maledizioni (呪いの悪魔?, Noroi no akuma) - 252. La crociata dell'acqua (水の聖戦?, Mizu no seisen) - 253. Spargimento di sangue (血潮?, Chishio) - 254. Differenza di potere (力の差?, Chikara no sa) - 255. Esplosione di vita (暴発する命?, Bōhatsusuru inochi) - 256. Il dovere di un comandante (団長の勤め?, Danchō no tsutome) - 257. Passare all'azione (奮起?, Funki) - 258. Voto nero (黒の誓い?, Kuro no chikai) - 259. Il toro scatenato all'unisono (暴れ牛のユニゾン?, Abare ushi no Yunizon) - 260. Fuori il buio (ダークアウト?, Dākuauto) - 261. Le ombre della notte (夜の影?, Yoru no kage) |                                       |                             |
| 26 | Trama Vanica attacca il palazzo reale di Heart e rivela di aver imposto una maledizione ai suoi discepoli che vieta loro di morire finché ci sarà lei a controllarli, di conseguenza tutti si rialzano e continuano a lottare. Spalleggiata da Loropechka e Undine, Noelle affronta Vanica, essendo venuta a conoscenza del fatto che usa il potere di Megicula. Nonostante Secrè riesca a sigillare l'avversaria, le maghe vengono comunque sopraffatte dal potere di Megicula. Impressionata dalla forza di Noelle, Vanica chiede a Megicula di risparmiarla, decidendo invece di rapire Loropechka per motivare Noelle a diventare ancora più forte, e usa un incantesimo per far esplodere il potere demoniaco dei suoi seguaci, devastando il regno. Nel frattempo, Yami continua a combattere Dante, che ha rilasciato il suo potere demoniaco al massimo. Ispirato da Yami, Asta si rialza e continua la lotta. Asta fa un patto con il suo diavolo, permettendogli di controllare il braccio destro in cambio di più potere, e questo gli permette di usare la katana di Yami per sconfiggere Dante. Subito dopo pero si presenta sul luogo dello scontro Zenon, il quale recupera Dante e cattura Yami senza difficoltà, per poi fuggire. Mentre la squadra torna a Clover per guarire i feriti, Asta viene avvicinato da un individuo che si presenta come Nacth, vicecomandante del Toro Nero, che si offre di aiutarlo a controllare il suo demone. |                                       |                             |
| 27 | Il rito di sottomissione del demonio 「従魔の儀」 - Jūma no gi | 4 gennaio 2021 ISBN 978-4-08-882346-1 | 8 luglio 2021               |
| 27 | Capitoli - 262. Una riunione turbolenta (波乱会議?, Haran kaigi) - 263. Informazioni dall'ombra (影の情報?, Kage no jōhō) - 264. Le agitazioni dei più forti (最強の胎動?, Saikyō no taidō) - 265. Elysia (エリュシア?, Eryushia) - 266. Invito al giardino oscuro (暗い園の誘い?, Kurai sono no izanai) - 267. Il rito di sottomissione del demonio (従魔の儀?, Jūma no gi) - 268. Demoni (悪魔?, Akuma) - 269. Colui che non può usare la magia (魔法が使えないヤツ?, Mahō ga tsukaenai yatsu) - 270. Insieme (二人?, Futari) - 271. Unione (同化?, Doka) - 272. Il terreno di caccia della prigione oscura (暗獄の狩り場?, Angoku no kariba) |                                       |                             |
| 27 | Trama Asta e Nacht si presentano ad una riunione tenuta dai capitani e Yuno. Nacht spiega ai presenti i piani della Triade, e che ci vorranno tre giorni prima che il portale del mondo dei demoni si apra. In questo lasso di tempo si offre di potenziare Asta, la cui anti magia è ritenuta un'arma essenziale, e di costruire una forza d'élite in modo da organizzare un assalto contro Spade. Altrove, Noelle si sveglia e scopre che lei e i suoi compagni sono stati salvati dagli elfi, che li hanno portati nel loro villaggio nascosto. Noelle chiede agli elfi di aiutarli a diventare più forti e Patry si offre di insegnargli la magia definitiva della loro tribù. Nacht porta Asta in una casa abbandonata e, tramite un rituale, tira fuori il suo demone, in modo che Asta possa assoggettarlo completamente. Asta nota che il demone non ha intenzioni malvagie, e afferma che solo perché è un demone non significa che sia una persona cattiva. Le parole di Asta stordiscono il demone e gli ricordano una donna che disse quelle parole esatte. Il demone ricorda di quando da giovane giunse nel mondo degli umani e fu accolto e allevato da una donna chiamata Richita che gli diede il nome di Liebe. Quando Richita fu uccisa da Lucifero nel tentativo di entrare nel mondo degli umani, questa usò la sua magia per confinare Liebe nel grimorio che poi sarebbe passato ad Asta. Asta sottomette infine Liebe, il quale capisce che Asta è il figlio di Richita e accetta di diventare suo amico. Come parte finale dell'allenamento, Asta e Liebe devono imparare ad unirsi e combattere contro Nacht e il suo demone Gimodelo. Dopo due giorni di tentativi, Asta riesce nell'impresa. |                                       |                             |
| 28 | La battaglia ha inizio 「開戦」 - Kaisen | 2 aprile 2021 ISBN 978-4-08-882590-8  | 14 ottobre 2021             |
| 28 | Capitoli - 273. Il giorno del destino (運命の日?, Unmei no hi) - 274. La battaglia ha inizio (開戦?, Kaisen) - 275. Fuoco infernale incarnato (業火の化身?, Gōka no keshin) - 276. Borea (ボレアス?, Boreasu) - 277. La regina di spine (荊の女王?, Ibara no Joō) - 278. Le accette della mantide (蟷螂の斧?, Tōrō no Ono) - 279. La porta dell'inferno (地獄への扉?, Jigoku e no tobira) - 280. Disastri in aumento (押し寄せる厄災?, Oshiyoseru yakusai) - 281. Assalto al regno (王国への強襲?, Ōkoku e no kyōshū) - 282. Il guardiano nero (黒き守護者?, Kuroki shugosha) |                                       |                             |
| 28 | Trama Poiché Asta non è riuscito a padroneggiare del tutto l'unione con Liebe, Nacht decide di non farli partecipare alla missione. Il giorno del rituale, una squadra composta da Yuno, Nacth, Langris, diversi capitani e ex membri dell'occhio magico invade Spade, mentre la resistenza fa da esca. Zenon scatena contro di loro un gigantesco demone, che viene affrontato da Mereoleona. All'interno del castello, Rill e Charlotte affrontano Vanica, Yuno e Langris affrontano Zenon, e Jack e Nacht affrontano Dante. Nonostante in un primo momento i maghi di Clover riescano a prevalere sui nemici, Morris, uno studioso di magia di Diamond alleato con la Triade, usa la conoscenza estratta a Loropechka come mezzo per accelerare la crescita di Qlipoth. I demoni iniziano cosi ad invadere il mondo degli umani, mentre i membri della Triade diventano capaci di usare il loro potere demoniaco al 100%. Clover viene attaccato da un secondo gigantesco demone che Julius e il resto dei cavalieri non riescono a fermare, ma che viene distrutto da Asta, che è riuscito a padroneggiare l'unione. |                                       |                             |
| 29 | Una notte senza il mattino 「朝が来ない夜」 - Asa ga konai yoru | 2 luglio 2021 ISBN 978-4-08-882712-4  | 3 febbraio 2022             |
| 29 | Capitoli - 283. Un'enorme mischia (大混戦?, Dai konsen) - 284. Magia suprema (究極魔法?, Kyūkyoku mahō) - 285. Gioco di acchiapparella infernale (地獄の鬼ごっこ?, Jigoku no onigokko) - 286. Una notte senza il mattino (朝が来ない夜?, Asa ga konai yoru) - 287. Il giorno dell'espiazione (贖罪の日?, Shokuzai no hi) - 288. Manifesto (顕?, Arawa) - 289. Sole congelante (凍える太陽?, Kogoeru taiyō) - 290. Il più alto VS il più basso (最上VSバーサス最低?, Saijō Bāsasu saitei) - 291. Un duello con un avversario inferiore (遥か格下の決闘?, Haruka kakushita no kettō) - 292. Sapere (識るということ?, Shiru toiu koto) |                                       |                             |
| 29 | Trama A Spade, la resistenza e i maghi di Clover affrontano i demoni fuoriusciti, e in loro aiuto giungono il gruppo di Noelle con i Guardiani dello Spirito e gli elfi. Nacht affronta i primi due demoni di alto rango usciti dagli inferi, Lilith e Naath, e nonostante gli sforzi, viene sconfitto. Prima che i due demoni possano ucciderlo, viene salvato da Asta. Sfruttando l'unione, Asta affronta i due demoni, che si fondono in un'unica entità e rilasciano un potente incantesimo. Nel tempo di esaurimento dell'unione, Asta e Liebe riescono a contrastare l'incantesimo e a distruggere i due demoni in maniera definitiva. Jack sta per essere ucciso da Dante, ma viene salvato da Magna e Zora. Grazie ad una nuova magia sviluppata con Zora, Magna riesce a sottrarre parte del potere magico di Dante, portando lo scontro in parità. |                                       |                             |
| 30 | Buona novella 「福音」 - Fukuin | 4 ottobre 2021 ISBN 978-4-08-882795-7 | 28 aprile 2022              |
| 30 | Capitoli - 293. Distruggi l'ingiustizia (理不尽をぶん殴る?, Rifujin o bun'naguru) - 294. Come promesso (約束通り?, Yakusoku-dōri) - 295. Rivincita (リベンジマッチ?, Ribenji Matchi) - 296. La sacra valchiria (聖なる戦乙女?, Seinaru ikusa otome) - 297. Avvento (降臨?, Kōrin) - 298. Vita transitoria (無常?, Mujo) - 299. Il suono della fine (終焉の音?, Shūen no oto) - 300. Oltre la tenacità (不諦の先?, Futei no saki) - 301. Questi sentimenti (その感情を?, Sono kanjō o) - 302. Convergenza di speranza (希望の集束?, Kibō no shūsoku) - 303. Buona novella (福音?, Fukuin) |                                       |                             |
| 30 | Trama Magna e Dante continuano a combattere fino a quando non esauriscono il loro potere magico, cosa che permette a Magna di sconfiggere l'avversario. Mentre Jack si occupa di dare il colpo di grazia a Dante, Vanica manipola Loropechka contro Charlotte e Rill, fino a quando non intervengono Noelle e Gaja. Grazie all'unione con Undine, Noelle riesce a sconfiggere Vanica, tuttavia dal suo corpo emerge Megicula, la quale prende completo possesso del corpo di Vanica e corrompe ulteriormente Lolopechka, esprimendo l'intenzione di usare le anime delle due donne per manifestarsi nel mondo umano. I compagni di Noelle vengono sconfitti, mentre l'incantesimo di unione si dissolve. Gaja cerca di sacrificare la sua stessa vita nel tentativo di uccidere il demone, ma inutilmente. Quando Megicula si appresta a far esplodere Loropechka, Asta interviene salvando la vita della principessa. Rinvigoriti dal suo intervento, Rill, Charlotte e Noelle riprendono a lottare, e in loro aiuto intervengono Luck e Nozel. Nozel riesce a distruggere il corpo di Megicula, permettendo cosi Noelle di distruggere il suo cuore. |                                       |                             |

## Volumi 31-in corso
| Nº | Titolo italiano Giapponese 「Kanji」 - Rōmaji | Data di prima pubblicazione             | Data di prima pubblicazione |
| Nº | Titolo italiano Giapponese 「Kanji」 - Rōmaji | Giapponese                              | Italiano                    |
| 31 | Fermezze nel bene e nel male 「正邪の恒心」 - Seija no kōshin | 4 gennaio 2022 ISBN 978-4-08-882878-7   | 14 luglio 2022              |
| 31 | Capitoli - 304. Realtà e magia (現実と魔法?, Genjitsu to mahō) - 305. Il vicecomandante dell'Alba Dorata (金色の夜明け副団長?, Konjiki no Yoake Fuku-danchō) - 306. Confine (境界?, Kyōkai) - 307. Il cuore di un demone (悪魔の心臓?, Akuma no shinzo) - 308. Yuno Grinberryall (ユノ・グリンベリオール?, Yuno Gurinberiōru) - 309. Battito di ciglia (瞬き?, Mabataki) - 310. Fermezza nel bene e nel male (正邪の恒心?, Seija no kōshin) - 311. Torna a casa vivo (生きて帰る?, Ikite kaeru) - 312. Davanti alla porta dell'inferno (地獄の扉のその前で?, Jigoku no tobira no sono mae de) - 313. Il comandante del Toro Nero (黒の暴牛団長?, Kuro no Bōgyū danchō) - 314. La massa (集合体?, Shūgōtai) |                                         |                             |
| 31 | Trama Nacth e Mimosa giungono sul luogo dello scontro, e questa usa la sua magia per guarire i feriti, compreso Gaja, che confessa a Loropechka i suoi sentimenti. Intanto, Yuno e Langris continuano a lottare contro Zenon. Con l'aiuto di Langris, Yuno riesce a perforare il corpo del nemico. Zenon cosi cede completamente la sua anima al suo demone Beelzebub, divenendo un demone e sconfiggendo i due. Finral arriva in soccorso del fratello e i due combattono contro Zenon. Quando i due vengono sconfitti, Yuno risveglia il suo potere derivante dall'essere un discendente della precedente casata reale di Spade, ottenendo un nuovo grimorio e una magia chiamata magia delle stelle, con la quale riesce a competere con Zenon. Grazie a Bell, Yuno riesce infine a distruggere il cuore di Zenon, sconfiggendolo. Nonostante la sconfitta della Triade, la crescita di Qliphot non si ferma, poiché Morris ha usato la sua magia potenziata da Lucifero per ristrutturare l'albero e far si che possa funzionare anche senza la Triade. Morris sconfigge facilmente sia Dorothy che Lotus, ma prima che possa finirli il Toro Nero irrompe sulla scena, deciso a salvare Yami. Nonostante riescano a sconfiggere Morris, il successivo portale del Qliphot si apre lo stesso. Lucifero prende il controllo di tutti i demoni fuoriusciti, e li agglomera in un unico corpo che possa combattere in sua vece. Il Toro Nero unisce cosi le forze per affrontare il mostro. |                                         |                             |
| 32 | Scuse 「言い訳」 - Iiwake | 4 aprile 2022 ISBN 978-4-08-883071-1    | 13 ottobre 2022             |
| 32 | Capitoli - 315. Resa dei conti ultragigante (超巨大決戦?, Chōkyodai kessen) - 316. Il taglio dei non prescelti (選ばれなかった者の一太刀?, Eraba renakatta mono no hitotachi) - 317. Cambiamento (改変?, Kaihen) - 318. Alla presenza del Re dei demoni (魔王の御前?, Maō no gozen) - 319. Grandi Cavalieri Magici vs Re dei demoni (大魔法騎士VSバーサス魔王?, Tai mahō kishi Bāsasu maō) - 320. La causa di tutto questo (元凶?, Genkyō) - 321. Scuse (言い訳?, Iiwake) - 322. Il vice comandante del Toro Nero (黒の暴牛副団長?, Kuro no Bōgyū fuku-danchō) - 323. Compagno (相棒?, Aibō) - 324. Campo da giochi dei bambini (ガキの遊び場?, Gaki no asobiba) - 325. Notte oscura e stellata (星闇夜?, Hoshi yamiyo) |                                         |                             |
| 32 | Trama I membri del Toro Nero continuano a combattere la manifestazione di Lucifero per permettere ad Asta di prepararsi. Grazie alla sua assimilazione demoniaca, Asta riesce ad abbattere il corpo del mostro e a liberare Yami e William. Mentre tutti festeggiano la vittoria, Adramellech, il secondo demone del Qliphot, fa la sua apparizione seguito da Lucifero, il quale è riuscito lo stesso a manifestarsi, seppur in forma incompleta. Lucifero riesce a sopraffare Asta senza problemi, ma i capitani giungono in aiuto del ragazzo. Nemmeno lo sforzo combinato di Asta e dei capitani però riesce a sopraffare Lucifero. Yuno e Nacht arrivano in soccorso di Asta insieme a Yami, ristabilitosi e dotato di una nuova spada fornitagli da William. Unendo le loro magie, Yami e Nacht riescono a ferire Lucifero, che riconosce la forza degli umani e decide di combattere a massima potenza. Asta e Yuno si uniscono cosi alla lotta. |                                         |                             |
| 33 | L'ultima proclamazione 「最後の敵」 - Saishū sengen | 4 novembre 2022 ISBN 978-4-08-883195-4  | 13 aprile 2023              |
| 33 | Capitoli - 326. Fratelli (兄弟?, Kyōdai) - 327. Anti-Magia (反アンチ魔法?, Anchi mahō) - 328. Sempre (ずっと?, Zutto) - 329. Il re dei demoni e i ragazzi senza magia (悪魔の王と魔力無き少年?, Akuma no ō to maryokunaki shōnen) - 330. Dichiarazione alle ombre (闇影に告げる?, An'ei ni tsugeru) - 331. E il tempo inizia a muoversi (And the Time starts to move?) - 332. L'ultima proclamazione (最終宣言?, Saishū sengen) - 333. Il salvatore del mondo e il suo difetto (世界の救世主と欠陥?, Sekai no kyūseishu to kekkan) - 334. Anima fragile (脆い魂?, Moroi tamashī) - 335. Separazione (断絶?, Danzetsu) - 336. L'ultimo nemico (最後の敵?, Saigo no teki) |                                         |                             |
| 33 | Trama Quando i suoi compagni vengono sconfitti, Asta entra nella memoria di Liebe, facendogli capire di non essere più solo e i due entrano in nuovo stadio dell'assimilazione demoniaca, in cui riescono a fare a pezzi Lucifero. Lucifero tenta di fuggire, ma viene ostacolato da Yami e Yuno, che consentono ad Asta di sferrare il colpo di grazia. Adramelech lascia il campo di battaglia con il cuore di Lucifero, mentre Mimosa e altri del Toro Nero salvano Yami e Nacht. La resistenza chiede a Yuno di restare Spade, ma lui dichiara che ha ancora bisogno di adempiere la promessa che ha fatto ad Asta. A Clover, Damnatio si confronta con Julius, e gli rivela di aver scoperto che il demone del tempo Astaroth risulta sparito dal mondo dei demoni da vent'anni, e che lui è l'unico possessore della magia del tempo. Julius a quel punto torna adulto e lo neutralizza, mentre Adrammelech appare e si rivolge a lui come Lucius Zogratis. Un anno e tre mesi dopo, i cavalieri magici tengono una cerimonia di premiazione per Asta, il quale chiede poi a sorella Lily di sposarlo, ma lei rifiuta. Lucius appare sulla scena e lo attacca. Essendo nato con due anime, una delle quali è Julius, si ritene il salvatore del mondo, e pertanto vuole uccidere Asta, che ritiene un difetto a cui non può essere permesso di vivere nel suo mondo. Lucius spiega i meccanismi della sua magia, che gli permette di manipolare le anime di chiunque tocchi, e trasforma Lily con il potere del diavolo purificato. Approfittando dello shock di Asta, Lucius lo colpisce. Noelle, Mimosa e Secre arrivano in suo soccorso, ma vengono fermate da Lily, che fa sparire Asta. Lucius abbandona quindi il campo di battaglia all'arrivo dei capitani, affermando che entro sette giorni il giudizio si compirà. Yuno si ripromette di sconfiggere Lucius, mentre questi decide di eliminarlo, ritenendolo un ostacolo ai suoi piani. Asta nel frattempo si ritrova in una spiaggia, dove viene trovato da un uomo. |                                         |                             |
| 34 | Guardare la notte 「夜を見る」 - Yoru o miru | 3 marzo 2023 ISBN 978-4-08-883410-8     | 10 agosto 2023              |
| 34 | Capitoli - 337. Posizione (行方?, Yukue) - 338. Guai in una strada straniera (委細巨細異国道中?, Iza-koza ikoku dōchū) - 339. Separazione celeste (絶天?, Zetten) - 340. Apertura (隙?, Suki) - 341. Nebuloso (朧?, Oboro) - 342. Guardare la notte (夜を見る?, Yoru o miru) - 343. Scontro nero contro nero (黒と黒の衝突?, Kuro to kuro no shōtotsu) - 344. Polso sacro che si contorce (蠢く聖脈?, Ugomeku sei myaku) - 345. Impreparato (不覚?, Fukaku) - 346. Le cinque separazioni celesti (五天?, Goten) - 347. La verità nella menzogna (まやかしの中の真相?, Mayakashi no naka no shinsō) |                                         |                             |
| 34 | Trama Nacht informa il resto della squadra di quanto è accaduto, e insieme partono tutti alla ricerca di Asta. Al suo risveglio, Asta scopre di trovarsi nella Terra del Sol Levante, il paese natale di Yami, e che l'uomo che l'ha salvato è Ryudo Ryuya, lo shogun del paese. Essendo a conoscenza dei suoi trascorsi, Ryuya afferma che Asta è troppo debole per tornare indietro, e lo invita a rimanere nel paese per rinforzarsi. Asta conosce anche una ragazza chiamata Ichika, la quale si rivela essere la sorella minore di Yami e membro dei Sette Ryuzen, i più forti combattenti del paese. Asta decide di sfruttare la permanenza nel paese per apprendere una tecnica chiamata "Separazione celeste", che consente di usare il ki per potenziare il fisico e il potere magico, ma nei giorni seguenti non riesce a sconfiggere ne Ichika, ne tanto meno gli altri Ryuzen. Una sera, Ichika rivela ad Asta di odiare Yami, accusandolo di aver ucciso il loro stesso clan. Asta non crede alle parole della ragazza e questa decide di affrontarlo di nuovo. Lo scontro fra i due viene interrotto da Ryuya, che ha percepito l'arrivo di Lily e altri due paladini nel paese. Cinque Ryuzen si schierano contro di loro, mentre gli altri due si occupano dell'addestramento di Asta. I Ryuzen riescono a fronteggiare il gigantesco drago a cinque teste evocato dai paladini, ma finiscono per soccombere ai loro poteri, fino a quando Asta non interviene in loro aiuto. |                                         |                             |
| 35 | Ben fatto 「天晴れ」 - Appare | 2 giugno 2023 ISBN 978-4-08-883557-0    | 14 dicembre 2023            |
| 35 | Capitoli - 348. Determinato (覚悟?, Kakugo) - 349. Asta VS Sorella Lily (アスタVSバーサスシスターリリー?, Asuta Bāsasu Shisutā Rirī) - 350. La confessione della santa (聖女の懺悔?, Seijo no zange) - 351. Con lo Shogun della Terra del Sol Levante (日ノ国将軍と?, Hino kuni shōgun to) - 352. Ben fatto (天晴れ?, Appare) - 353. Banchetto in pieno svolgimento (宴も酣?, Enmo takenawa) - 354. Giorno del giudizio (審判の日?, Shinpan no hi) - 355. Il principe delle stelle (星の王子?, Hoshi no ōji) - 356. Neverland (ネバーランド?, Nebārando) - 357. L'ultimo taglio (最後の裂断?, Saigo no retsudan) - 358. Sepoltura della fiamma (炎葬?, Ensō) |                                         |                             |
| 35 | Trama Asta riesce a sconfiggere uno dei paladini, Yoru, e a riportare Lily alla normalità. Mentre il più forte dei Ryuzen, Yosuga, sconfigge il paladino Heat, il resto dei Ryuzen si rialza incoraggiato da Ryudo, e con l'aiuto di Asta, sconfiggono definitivamente il drago. Ryudo rivela ad Asta che l'unico modo che ha per tornare a Clover è aspettare che i suoi compagni lo recuperino, e dopo aver festeggiato la vittoria, decidono di impiegare il tempo restante ad allenarsi. Tre giorni dopo, Lucius e i suoi paladini lanciano il loro attacco contro Clover, dando cosi inizio al "Giorno del Giudizio". All'inizio dell'attacco, Lucius e il risorto Morgen Faust appaiono in città e affrontano Yuno, William, Jack, Yami e Charlotte. Morgen quindi ferisce gravemente Jack, mentre i risorti Morris e Acier Silva affrontano rispettivamente il Leone Cremisi e l'Aquila Argentata, e una miriade di figure volanti volteggiano nell'aria sopra il paese, fronteggiando il resto dei cavalieri magici. Yuno inizia a combattere contro Lucius, sfruttando il suo incantesimo per potenziare gli altri cavalieri, Jack usa le sue ultime forze per lanciare un potente fendente che disperde l'attacco di Morgen, e numerosi membri del Leone Cremisi si sacrificano per permettere a Mereoleona di colpire Morris. |                                         |                             |
| 36 | Legami neri 「黒い絆」 - Kuroi kizuna | 2 febbraio 2024 ISBN 978-4-08-883665-2  | 21 novembre 2024            |
| 36 | Capitoli (traduzioni letterali dei titoli) - 359. Il ritorno della principessa danzante sul campo di battaglia (戦場の舞姫再び?, Senjō no maihime futatabi) - 360. Mondo illeggibile (見えない世界?, Mienai sekai) - 361. La forza finale (終末の軍勢?, Shūmatsu no gunzei) - 362. Trasmissione (伝播?, Denpa) - 363. Ostacolo (とおせんぼ?, Tōsenbo) - 364. Fare o morire (決死?, Kesshi) - 365. 500 anni di solitudine (500年の孤独?, 500-nen no kodoku) - 366. Attore principale (真打?, Shin'uchi) - 367. Legami neri (黒い絆?, Kuroi kizuna) - 368. Appena all'inizio (こっからだ?, Kokkarada) - 369. Un fronte unito (共闘戦線?, Kyōtō sensen) |                                         |                             |
| 36 | Trama Noelle giunge in aiuto dei fratelli contro Acier, rivelando un nuovo incantesimo ricevuto dopo aver sottomesso la divinità marina Leviathan. Lucius inizia a notare delle discrepanze nelle sue previsioni, e capisce che l'esistenza stessa di Asta ha interferito con la sua capacità di vedere il futuro. Yuno riesce apparentemente ad uccidere Lucius, ma scopre che quello da lui affrontato era una copia, mentre il vero Lucius manda un esercito di copie ad attaccare il regno. Alla Foresta delle Streghe, la Regina delle Streghe avvisa il Toro Nero che Asta è vivo, e che per convocarlo occorre il potere combinato delle tre streghe più potenti, ovvero lei, Vanessa e Dorothy. La foresta viene però attacca da Damnatio, anche lui tramutato in un paladino da Lucius, che viene fronteggiato dal Toro Nero. Damnatio riesce ad atterrare i presenti, ma Finral riesce finalmente a raggiungere Asta. Asta arriva sul campo di battaglia insieme ad Ichika e sconfigge facilmente Damnatio. La regina delle streghe cura i presenti, ma a causa dello sforzo, perde gran parte del suo potere e cede la sua carica a Dorothy. Asta mette in atto quanto ha appreso durante il suo allenamento e condivide l'anti magia con i suoi compagni. I membri del Toro Nero giungono quindi nella capitale, e mentre Nacht e Ichika si recano in aiuto di Yami, Asta affianca Yuno contro Lucius e le sue copie. Grazie all'anti magia e ai loro sforzi combinati, Magna e Luck riescono a distruggere una copia di Lucius. |                                         |                             |
| 37 | | 4 settembre 2025 ISBN 978-4-08-884682-8 | —                           |

## Capitoli non ancora in formatotankōbon
Questa lista è suscettibile di variazioni e potrebbe essere incompleta o non aggiornata.

- 370. Carica di demolizione (崩壊出撃?, Hōkai shutsugeki)
- 371. Anime indistruttibili (不滅の魂?, Fumetsu no tamashī)
- 372. Miserabili (惨め?, Mijime)
- 373. I fratelli Silva (シルヴァ家の兄妹?, Shiruva-ke no kyōdai)
- 374. Divinità demoniaca (鬼神?, Kijin)
- 375. Strafe (シュトラーフェ?, Shutorāfe)
- 376. Sühne (ズューネ?, Zyūne)
- 377. Scontro (衝突?, Shōtotsu)
- 378. Attrito (摩擦?, Masatsu)
- 379. Messia assoluto (絶対的救世主?, Masatsu)
- 380. L'orlo della disperazione (絶望の際?, Zetsubō no kiwa)
- 381. Il mago supremo (究極の魔道士?, Kyūkyoku no Madō-shi)
- 382. Vecchi nemici (かつて敵だった者達?, Katsute Tekidatta Monotachi)
- 383. Desiderio (渇望?, Katsubō)